# NGC 7805
NGC 7805 este o galaxie situată în constelația Pegas. A fost descoperită în 1790 de către William Herschel.